# Liste der Orte im Kreis Suceava

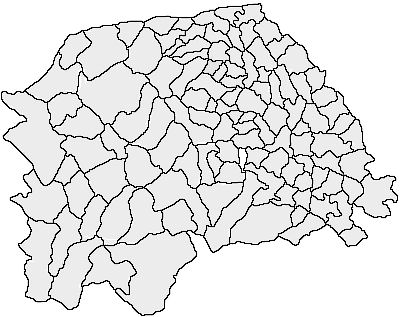
Gemeinden des Kreises Suceava

Der Kreis Suceava  in Rumänien besteht aus offiziell 413 Ortschaften. Davon haben 16 den Status einer Stadt, 98 den einer Gemeinde. Die übrigen sind administrativ den Städten und Gemeinden zugeordnet.

## Städte
| - Broșteni - Cajvana - Câmpulung Moldovenesc - Dolhasca - Fălticeni - Frasin | - Gura Humorului - Liteni - Milișăuți - Rădăuți - Salcea | - Siret - Solca - Suceava - Vatra Dornei - Vicovu de Sus |

## Gemeinden
| - Adâncata - Arbore - Baia - Bălăceana - Bălcăuți - Berchișești - Bilca - Bogdănești - Boroaia - Bosanci - Botoșana - Breaza - Brodina - Bunești - Burla - Cacica - Calafindești - Capu Câmpului - Cârlibaba - Ciocănești - Ciprian Porumbescu - Comănești - Cornu Luncii - Coșna - Crucea - Dărmănești - Dolhești (Gemeindesitz: Dolheștii Mari) - Dorna-Arini - Dorna Candrenilor - Dornești - Drăgoiești - Drăgușeni - Dumbrăveni | - Fântâna Mare - Fântânele - Forăști - Frătăuții Noi - Frătăuții Vechi - Frumosu - Fundu Moldovei - Gălănești - Grămești - Grănicești - Hănțești - Hârtop - Horodnic de Jos - Horodnic de Sus - Horodniceni - Iacobeni - Iaslovăț - Ilișești - Ipotești - Izvoarele Sucevei - Mălini - Mănăstirea Humorului - Marginea - Mitocu Dragomirnei - Moara (Gemeindesitz: Moara Nica) - Moldova-Sulița - Moldovița - Mușenița - Ostra - Păltinoasa - Panaci - Pârteștii de Jos - Pătrăuți | - Poiana Stampei - Poieni-Solca - Pojorâta - Preutești - Putna - Rădășeni - Râșca - Sadova - Șaru Dornei - Satu Mare - Șcheia - Șerbăuți - Siminicea - Slatina - Straja - Stroiești - Stulpicani - Sucevița - Todirești - Udești - Ulma - Vadu Moldovei - Valea Moldovei - Vama - Vatra Moldoviței - Verești - Vicovu de Jos - Voitinel - Volovăț - Vulturești - Zamostea - Zvoriștea |

## A
| - Antoceni - Argel | - Argestru - Arghira | - Arțari |

## B
| - Bădeuți - Badragi - Bahna Arin - Baineț - Băișești - Bălinești - Băncești - Bănești - Bărăști - Basarabi - Benia - Berești - Bivolăria | - Bobeica - Bodnăreni - Bogata - Botești - Botoș - Botoșanița Mare - Botoșanița Mică - Botuș - Botușel - Boura - Brădățel - Brăiești | - Braniștea - Brașca - Breaza de Sus - Brodina (Izvoarele Sucevei) - Brodina de Jos - Broșteni (Drăgușeni) - Bucșoaia - Buda (Râșca) - Buda (Zvoriștea) - Budeni - Bulai - Bursuceni |

## C
| - Călinești (Dărmănești) - Călinești (Șerbăuți) - Călinești-Vasilache - Călugăreni - Cămârzani - Capu Codrului - Cârlibaba Nouă - Căsoi - Catrinari - Chilișeni - Chiril - Ciomârtan | - Ciumârna - Ciumulești - Climăuți - Clit - Codru - Cojocăreni - Cojoci - Colacu - Corlata - Corni - Corocăiești | - Corpaci - Costâna - Costileva - Costișa - Cotârgași - Cotu Băii - Cotu Dobei - Coverca - Cozănești - Cumpărătura - Cununschi |

## D
| - Dănila - Dârmoxa - Dealu - Dealu Floreni - Deia - Deleni - Delnița | - Deluț - Demăcușa - Dolheștii Mari - Dolheștii Mici - Dornișoara - Doroteia - Dragomirna | - Dragoșa - Drăgoiasa - Dubiusca - Dumbrava (Cornu Luncii) - Dumbrava (Grănicești) - Dumbrăveni (Râșca) - Dumbrăvița |

## E
| - Ehrește |

## F
| - Falcău - Fetești | - Florinta - Frasin (Broșteni) | - Frumoasa |

## G
| - Găinești - Gara - Gara Leu - Gemenea - Gheorghițeni | - Giulești - Giurgești - Glodu - Grigorești - Groapa Vlădichii | - Gropeni - Gulia - Gura Haitii - Gura Putnei - Gura Solcii |

## H
| - Hăleasa - Hancea - Herla - Holda | - Holdița - Horodnic - Hreațca | - Humoreni - Hurjuieni - Huși |

## I
| - Iacobești - Iaz | - Iedu - Iesle | - Ioneasa |

## J
| - Jacota | - Jahalia |

## L
| - Lămășeni - Leucușești - Lipoveni - Lisaura | - Liteni (Moara) - Lucăcești - Lunca (Milișăuți) - Lunca (Zamostea) | - Luncușoara - Lungeni - Lupcina |

## M
| - Măgura - Maidan - Manolea - Mănăstioara (Siret) - Mănăstioara (Udești) - Măneuți - Măriței - Mărițeia Mică | - Măzănăești - Mereni - Merești - Mestecăniș - Mesteceni - Mihăiești - Mihoveni | - Mironu - Mitocași - Moara Carp - Moara Nica - Moișa - Molid - Movileni |

## N
| - Neagra - Neagra Șarului - Negostina | - Negrileasa - Nicani - Nigotești | - Nisipitu - Norocu |

## O
| - Obcina Ursului - Oniceni | - Ortoaia | - Osoi |

## P
| - Pădureni - Păiseni - Paltin - Paltinu - Păltiniș - Pâraie - Pârâu Negrei - Părhăuți - Pârteștii de Sus - Petia - Pietroasa - Pilugani | - Plai - Plaiu Șarului - Plăvălari - Pleșa - Pleșești - Plopeni - Plutonița - Pocoleni - Podeni - Podu Coșnei - Poiana (Dolhasca) | - Poiana (Zvoriștea) - Poiana Mărului - Poiana Micului - Poiana Negrii - Poienari - Poieni-Suceava - Prăleni - Praxia - Prelipca - Prisaca Dornei - Probota |

## R
| - Racova - Rașca - Răuțeni - Reuseni - Românești (Dorna Candrenilor) - Românești (Grănicești) | - Roșcani - Roșiori - Roșu - Rotopănești - Rotunda | - Rudești - Runcu - Rusca - Ruși - Rușii-Mănăstioara |

## S
| - Sadău - Șaru Bucovinei - Sasca Mare - Sasca Mică - Sasca Nouă - Satu Mare (Crucea) - Săcuța - Sălăgeni - Sărișor - Sărișoru Mare - Sârghiești - Securiceni | - Șerbănești - Șes - Șesuri - Sfântu Ilie - Siliștea - Siliștea Nouă - Șinca - Slătioara (Râșca) - Slătioara (Stulpicani) - Slobozia (Fântânele) - Slobozia (Zvoriștea) | - Slobozia Sucevei - Smida Ungurenilor - Șoldănești - Soloneț - Solonețu Nou - Spătărești - Stamate - Stânca - Stâncuța - Știrbăț - Strâmtura |

## T
| - Țarna Mare - Tărnicioara - Tătaru - Tăutești | - Teșna (Coșna) - Teșna (Poiana Stampei) - Țibău - Țibeni | - Tișăuți - Todireni - Țolești - Trei Movile |

## U
| - Uidești | - Uncești |

## V
| - Vadu Negrilesei - Vâlcelele - Valea Bancului - Valea Bourei - Valea Glodului - Valea Poienei - Valea Putnei | - Valea Stânei - Văleni-Stânișoara - Văratec - Vârfu Dealului - Varvata - Vășcăuți - Verbia | - Vercicani - Vicșani - Voievodeasa - Vornicenii Mari - Vornicenii Mici - Voroneț |

## Z
| - Zaharești | - Zalomestra |